# Phlebiopsis darjeelingensis
Phlebiopsis darjeelingensis är en svampart som beskrevs av Dhingra 1987. Phlebiopsis darjeelingensis ingår i släktet Phlebiopsis och familjen Phanerochaetaceae.   Inga underarter finns listade i Catalogue of Life.